# Château de sable (bande dessinée)
Pour les articles homonymes, voir Château de sable (homonymie).
Château de sable est une bande dessinée, sortie le 25 septembre 2010, qui a été créée par le dessinateur Frederik Peeters et le scénariste Pierre Oscar Lévy et publiée par la maison d'édition Atrabile.

## Publication
L'album est publié par la maison d'édition Atrabile en 2010 puis réédité en 2021.

## Distinctions
Château de sable est récompensé du Prix Töpffer Genève en 2010 et du Prix de la meilleure bande dessinée de science-fiction aux Utopiales en 2011 .

## Adaptation
En 2021, La BD est adaptée au cinéma par l'Américain M. Night Shyamalan sous le titre Old ,.